# Dębowa Góra-Kolonia
Dębowa Góra-Kolonia – wieś w Polsce położona w województwie łódzkim, w powiecie piotrkowskim, w gminie Aleksandrów.
Do roku 1975 należała do powiatu opoczyńskiego i województwa kieleckiego. W latach 1975–1998 miejscowość administracyjnie należała do województwa piotrkowskiego. 
Wierni Kościoła rzymskokatolickiego należą do parafii św. Apostołów Piotra i Pawła w Dąbrowie nad Czarną.